# Джордан Торунаріга
Джордан Торунаріга (нім. Jordan Torunarigha, нар. 7 серпня 1997, Хемніц, Німеччина) — німецький футболіст нігерійського походження, центральний захисник клубу «Герта» та олімпійської збірної Німеччини. На умовах оренди грає за бельгійський клуб «Гент».

## Клубна кар'єра
Джордан Торунаріга народився у місті Хемніц і з дитинства почав займатися футболом у місцевому клубі «Хемніцер». Пізніше Джордан приєднався до футбольної школи столичної «Герти». Яку закінчив у 2016 році. Та вже у 2015 році Торунаріга почав грати за дубль «Герти» у Регіональній лізі. У лютому 2017 року захисник дебютував у першій команді.

## Збірна
У 2017 році Джордан Торунаріга брав участь у молодіжному чемпіонаті світу, що проходив в Південній Кореї.  
Влітку 2021 року Торунаріга був заявлений на участь у олімпійськиї іграх у Токіо у складі олімпійської збірної Німеччини.

## Особисте життя
Батько Джордана — Ожокожо Торунаріга, професійний футболіст, що на початку 90-тих років ХХ століття виступав у складі клубу «Хемніцер» та національній збірній Нігерії.

## Титули і досягнення
- Володар Кубка Бельгії (1):

«Гент»: 2021–22